# دانيال ويليام
دانيال ويليام (بالإنجليزية: Daniel Hale)‏ هو سياسي أمريكي، ولد في 1750، وتوفي في 1821.